# Judo ai XVI Giochi dei piccoli stati d'Europa
Le competizioni di judo ai XVI Giochi dei piccoli stati d'Europa si sono svolte il5 giugno 2015.

## Podi

### Maschile
| Evento | Oro               | Argento              | Bronzo                                 |
| 60kg   | Yann Siccardi     | Tom Schmit           | Ivan Llanos                            |
| 66kg   | Andreas Krassas   | Guillaume Ereseo     | Timo Wenzel Jeremy Saywell             |
| 73kg   | Nikola Gušić      | Hermann Unnarsson    | Georgi Atanasov Cédric Bessi           |
| 81kg   | Srdjan Mrvaljevic | Sveinbjörn Iura      | Jean-Christophe Bracco Paolo Persoglia |
| 90kg   | Denis Barboni     | Robert Photis Nicola | Mirko Kaiser                           |
| 100kg  | David Büchel      | Karim Gharbi         | Franck Vatan Murman Korchilava         |

### Femminile
| Evento | Oro                       | Argento           | Bronzo           |
| 52kg   | Marie Muller              | Judith Biedermann | Non assegnato    |
| 57kg   | Manon Durbach             | Tanja Božović     | Joanna Camilleri |
| 63kg   | Laura Sallés              | Taylor King       | Marcon Bezzina   |
| 70kg   | Lynn Mossong              | Anđela Džaković   | Anja Kaiser      |
| 78kg   | Anna Soffía Víkingsdóttir | Jessica Zannoni   | Non assegnato    |